# 布魯頓 (密西西比州)
布魯頓（英語：Brewton）是位於美國密西西比州傑克遜縣的鬼鎮。

## 地理
布魯頓所處的海拔為高於海平面41米（即135英呎），而該地所採用的時區為UTC-6，即北美中部時區（CST）。同時該地設有夏令時間，為UTC-6調快一小時，即UTC-5（CDT）。